# Wyprawy łanowe
Wyprawy łanowe – piesze lub konne jednostki wojska złożone z rekrutów doraźnie powoływanych celem wzmocnienia sił zbrojnych w okresie I Rzeczypospolitej
Podstawę prawną ich powołania stanowiła ustawa sejmowa lub uchwały sejmików. Obejmowała ona zazwyczaj wszystkie rodzaje dóbr – królewszczyzny, duchowne i szlacheckie. Przewidywała też obowiązek wystawienia żołnierzy przez posiadaczy sum zastawnych.
Wystawiano po jednym rekrucie z odpowiedniej ilości łanów ziemi uprawnej.
Właściciele obowiązani byli dostarczyć rekrutów uzbrojonych, umundurowanych i z zapasem żywności na okres kampanii oraz pewną sumą pieniędzy.
W 1648 r. w województwie bełskim, a w następnym roku – w wołyńskim formowano oddziały jazdy łanowej. W 1653 r. król zażądał wystawienia konnych wypraw łanowych zamiast pospolitego ruszenia. Spodziewał się uzyskać w ten sposób 10 000 żołnierzy. Zmobilizowany miał być jeden rekrut z 10 łanów. W praktyce nie wszystkie województwa podjęły odpowiednie uchwały, niektóre wystawiły oddziały zaciężne, a liczba żołnierzy łanowych nie przekroczyła 5000 ludzi.